# Bodo Schulte
Bodo Schulte (* 1963 in Menden) ist ein deutscher Puppenspieler, Puppenbauer, Drehbuchautor und Puppenspielcoach.

## Puppenspiel
Schulte spielt im deutschen Fernsehen den Käpt’n Blaubär (WDR), hat als erster Puppenspieler Bert (2003 in der Sesamstraße) außerhalb der USA gespielt und erfand den Fernsehbauern Klemens Schulte-Vierkötter (WDR). Weitere bekannte TV-Figuren: Monty und Mitzi (Disney Channel), Tiger (Nickelodeon), Hildegunst von Mythenmetz (Walter Moers) und Lukas das Gürteltier (WDR).
Im Friedrichstadt-Palast Berlin war er 2011 und 2013 in über 100 Shows bei „berlin Erleuchtet“ auf der größten Theaterbühne der Welt mit dem Schneehasen FRITZE aktiv. Neben dem Spiel und Gesang war Schulte hier auch als Autor und Puppenbauer engagiert.
2016 spielte er den Roboter Robbi beim Kinofilm Robbi, Tobbi und das Fliewatüüt.
2020 nahm er als Puppenspieler und Sprecher der Figur Werner „Grummel“ Edel an der Live-Show Pretty in Plüsch des Fernsehsenders Sat.1 teil.
Seit 2023 spielt er Dodo, das von ihm entworfene und gebaute Maskottchen des Theaters Dortmund, u. a. bei den Familienkonzerten mit den Philharmonikern im Konzerthaus Dortmund.

## Autor und Lehrer
Als Drehbuchautor (Internationale Filmschule Köln) schreibt er TV- und Kinospielfilme (u. a. für teamworx und Oberon GmbH).
In Workshops und Kino- oder Theaterproduktionen trainiert Schulte Puppenspieler, Schauspieler, Musiker und Multiplikatoren im professionellen Bereich.
- 2005: Alhjazeera (Kairo)
- 2006–2008: Kabarett SIMPL (Wien)
- 2007: PLUS ONE – Kinoproduktion (Moskau)
- 2007: Diva's World (USA)
- 2008: Sommerworkshop (Moeciu, Rumänien)

Er ist Dozent am Figurentheater-Kolleg in Bochum und am Hof Lebherz in Warmsen.